# Z 150
,,
Les Z 150 sont deux automotrices de 86 places de type Stadler GTW commandées pour l'ancienne Région Languedoc-Roussillon. Elles ont été reçues en 2004 par la Société nationale des chemins de fer français (SNCF).

## Description
Elles sont formées de trois caisses, sur trois bogies au total. L'élément central, plus court et monté sur un bogie moteur, regroupe l'équipement de traction. Les éléments d'extrémité formant les compartiments voyageurs, sont montés en porte-à-faux sur l'élément central (ce qui correspond à l'architecture de nombreux tramways).
Elles ont été construites par la société suisse Stadler et sont aptes à circuler à 80 km/h (bien que la vitesse maximale de la ligne soit de 55 km/h).

## Service

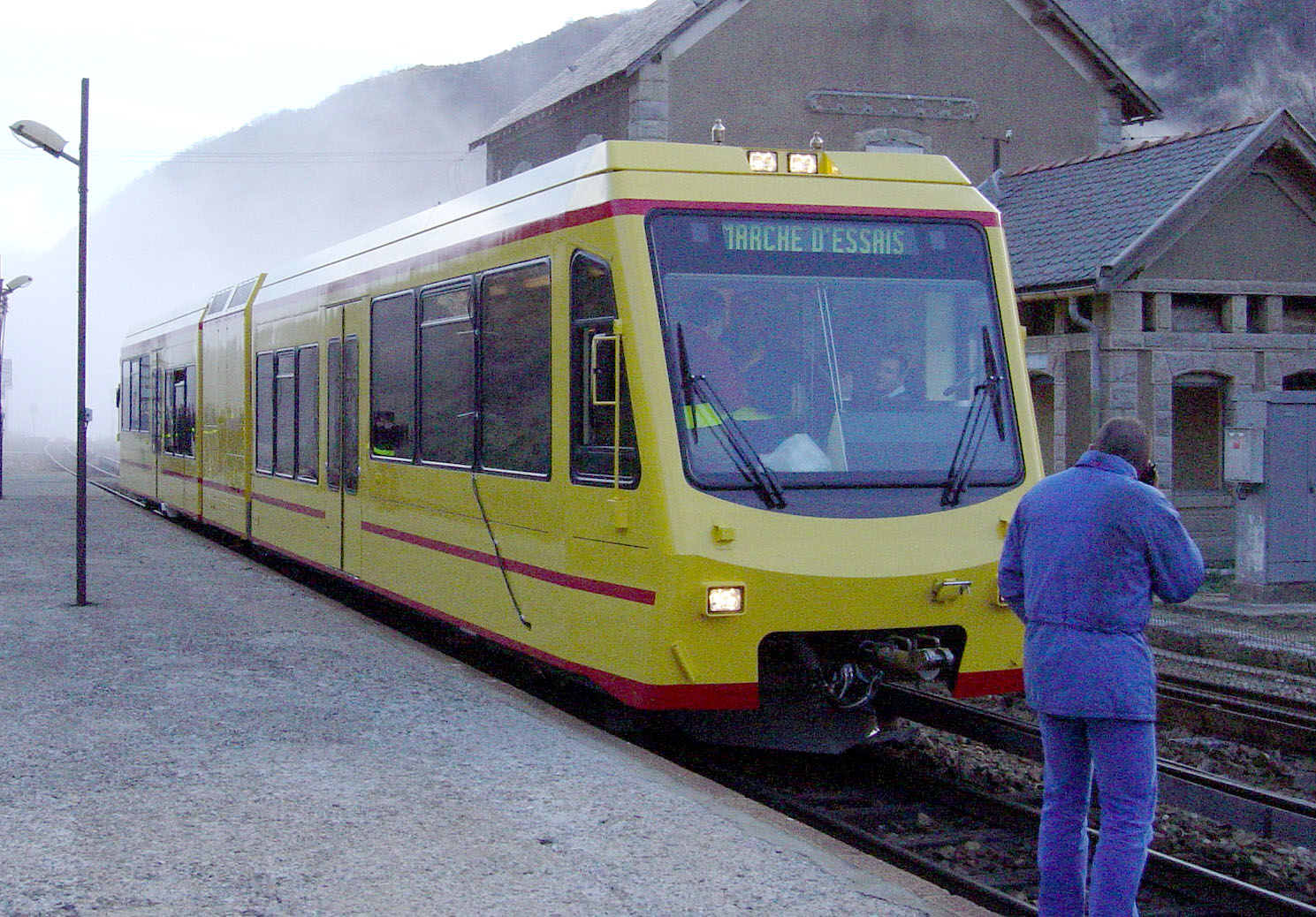
La Z 151 lors d'une marche d'essais.

Ce matériel est en exploitation sur la ligne de Cerdagne. Il est affecté au TER Occitanie et attaché au dépôt de Béziers.
Il complète le parc formé des Z 100 (avec leurs remorques). Mais, alors que celles-ci assurent un service touristique (surtout à la belle saison), les Z 150 reprennent le service de desserte quotidien. Leur équipement (climatisation et chauffage, toilettes) étant plus en rapport avec le service TER que celui des Z 100.

## Galerie de photographies

Aménagements intérieurs d'une Z 150
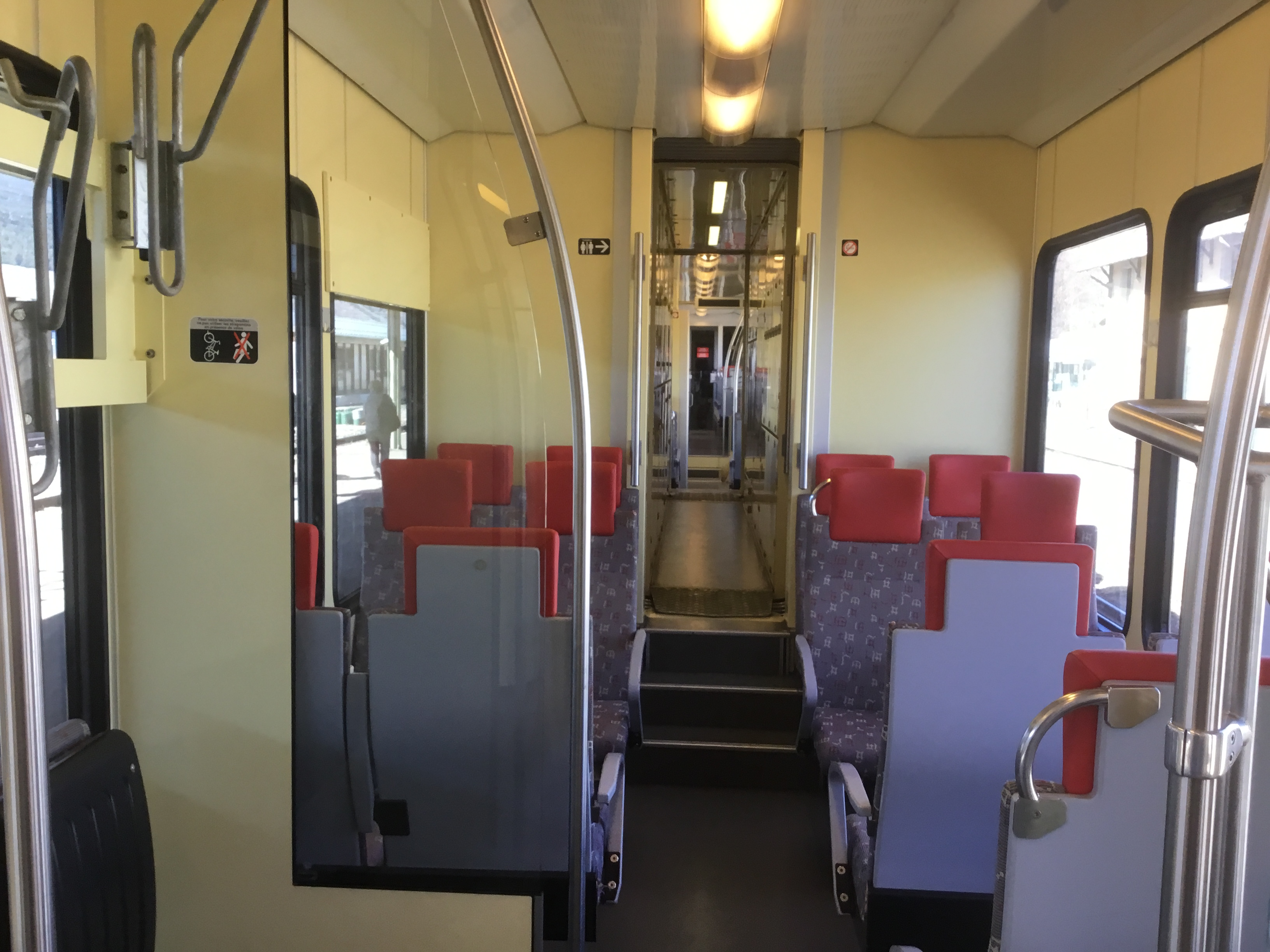
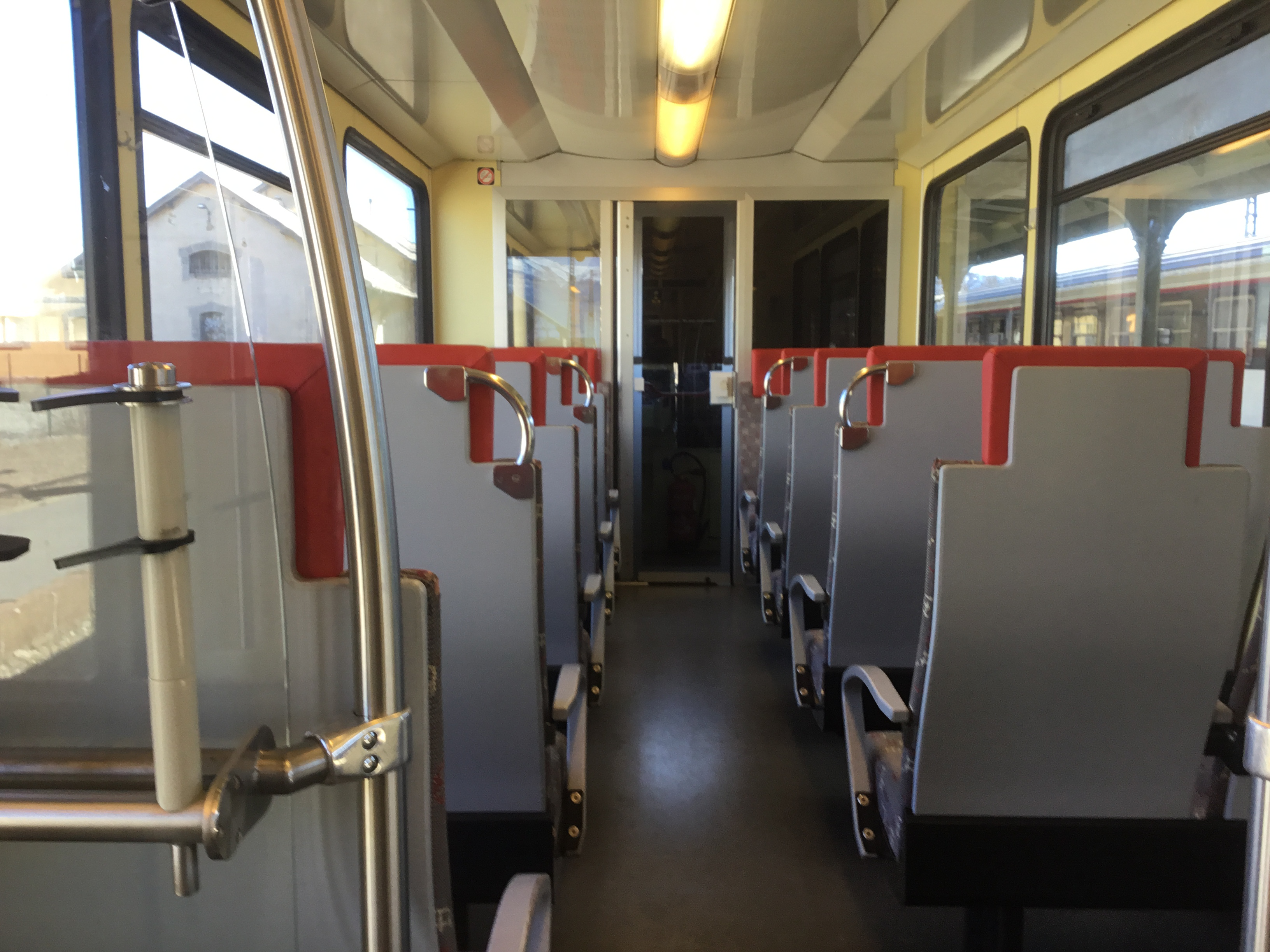
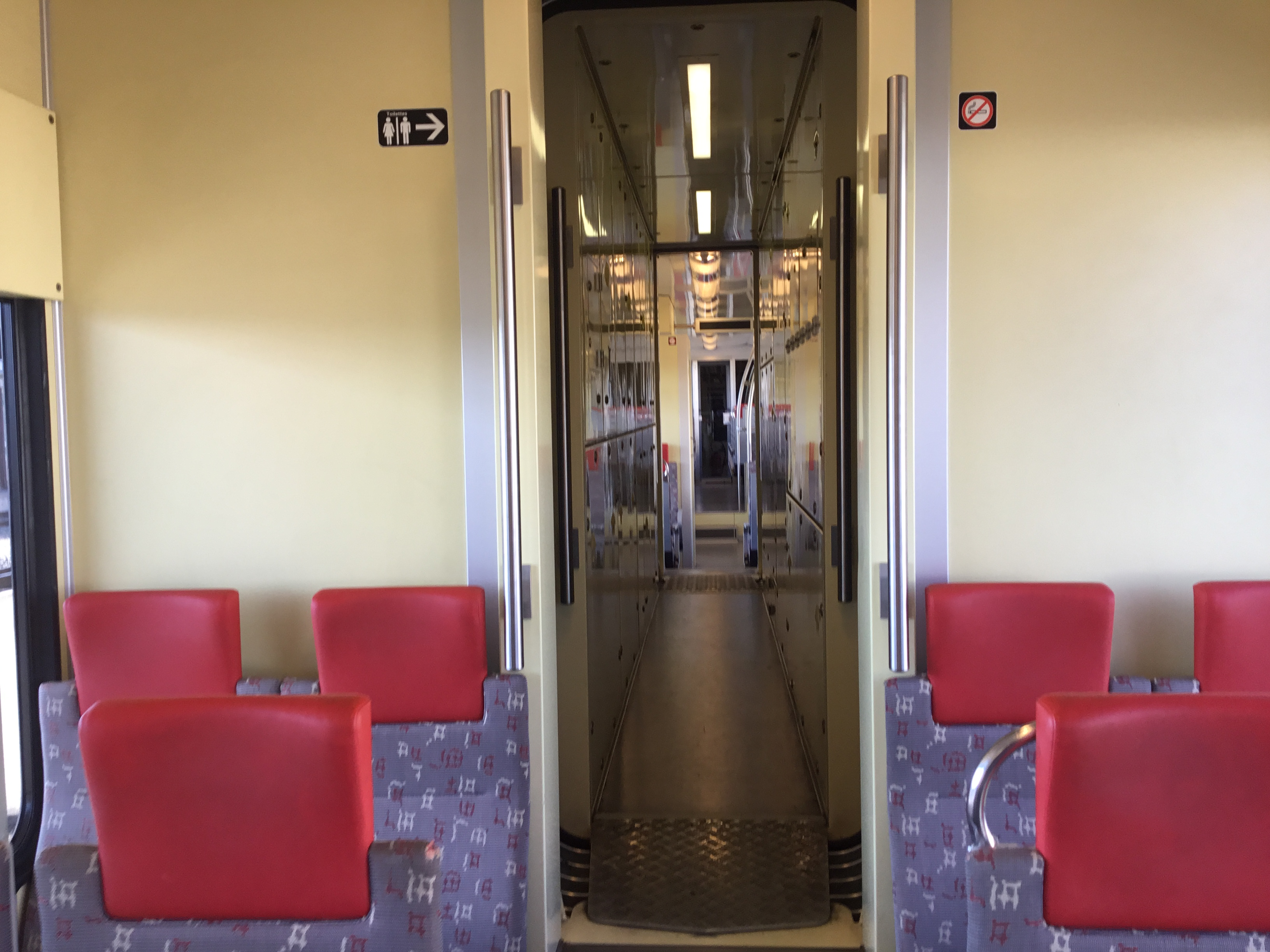